# Pendro
|  | Denne artikel omhandler byen, Pendro |
Pendro (på kurdisk: Pêndro, kurdisk: پێندرۆ) er en kurdisk landsby i irakisk kurdistan, beliggende i Arbil provinsen, tæt på grænsen til Tyrkiet, det ligger ca 15-18 km nord for Barzan, af befolkningen over 2540 mennesker.